# Nita Manry
Nita Manry o Maria Bonita, noms artístics amb els que era coneguda Encarnita Manresa Salinas (Alacant, 19??), va ser una vocalista alacantina dels anys quaranta i cinquanta.
Pujà a l'escenari del cinema Ideal quan sols tenia 12 anys d’edat per cantar en una sessió matinal. Cantà moltes vegades junt a Antonio Machín, que fou el seu padrí artístic. En 1954 es va casar amb el cantant Pepe de Moreno, i acompanyà als germans Moreno en les seues gires artístiques per Europa i Amèrica. Gravaren junts catorze discs senzills i tres discs de llarga durada. En el seu repertori, format per més de mig centenar de cançons, figuren les populars «Noches de Veracruz», «Cartolina» o el «Tiro-liro». Imitadora de la mexicana Irma Vila, incorporà al seu repertori cançons com «Malagueña salerosa», «Tres arbolitos», «Cucurrucucú Paloma» i «Soldado de levita».
Es retirà oficialment a principis de l’any 1970, encara que va seguir actuant posteriorment en festivals benèfics. La música ha estat la passió de la seua vida.